# Enrique Delgado
Enrique Esteban Delgado (ur. 26 grudnia 1955 w Limie, Peru) – amerykański duchowny katolicki peruwiańskiego pochodzenia, biskup pomocniczy Miami od 2017.

## Życiorys
Święcenia kapłańskie otrzymał 29 czerwca 1996 i został inkardynowany do archidiecezji Miami. Przez kilka lat pracował jako wikariusz, a następnie obejmował probostwa w Key Largo (2003–2010) oraz w Weston (2010–2017).
12 października 2017 papież Franciszek mianował go biskupem pomocniczym Miami ze stolicą tytularną Aquae Novae in Proconsulari. Sakry udzielił mu 7 grudnia 2017 arcybiskup Thomas Wenski.